# Amomum centrocephalum
Amomum centrocephalum là một loài thực vật có hoa trong họ Gừng. Loài này được Theodoric Valeton mô tả khoa học đầu tiên năm 1921 dưới danh pháp Geanthus echinatus. Năm 2003, Axel Dalberg Poulsen chuyển nó sang chi Amomum, nhưng do tính từ giống trung echinatum (giống cái echinata, giống đực echinatus) nghĩa là "có gai", "đầy gai" đã được Carl Ludwig Willdenow sử dụng từ năm 1797 trong danh pháp Amomum echinatum để chỉ loài khác biệt có ở Ấn Độ và Sri Lanka, nên Poulsen đã đổi danh pháp thành Amomum centrocephalum.

## Phân bố
Loài này có ở miền bắc đảo Sumatra, Indonesia.